# Павильон № 51 «Мясная промышленность» на ВДНХ
Павильон «Мясная промышленность» — 51-й павильон ВДНХ, построенный в 1951—1954 годах. До 1959 года носил название «Главмясо» (экспозиция при переименовании не менялась).

## История
Первый павильон, представлявший на выставке Народный комиссариат мясной и молочной промышленности СССР, был построен в 1939 году по проекту архитектора Фани Белостоцкой, и разобран при послевоенной реконструкции выставки. 

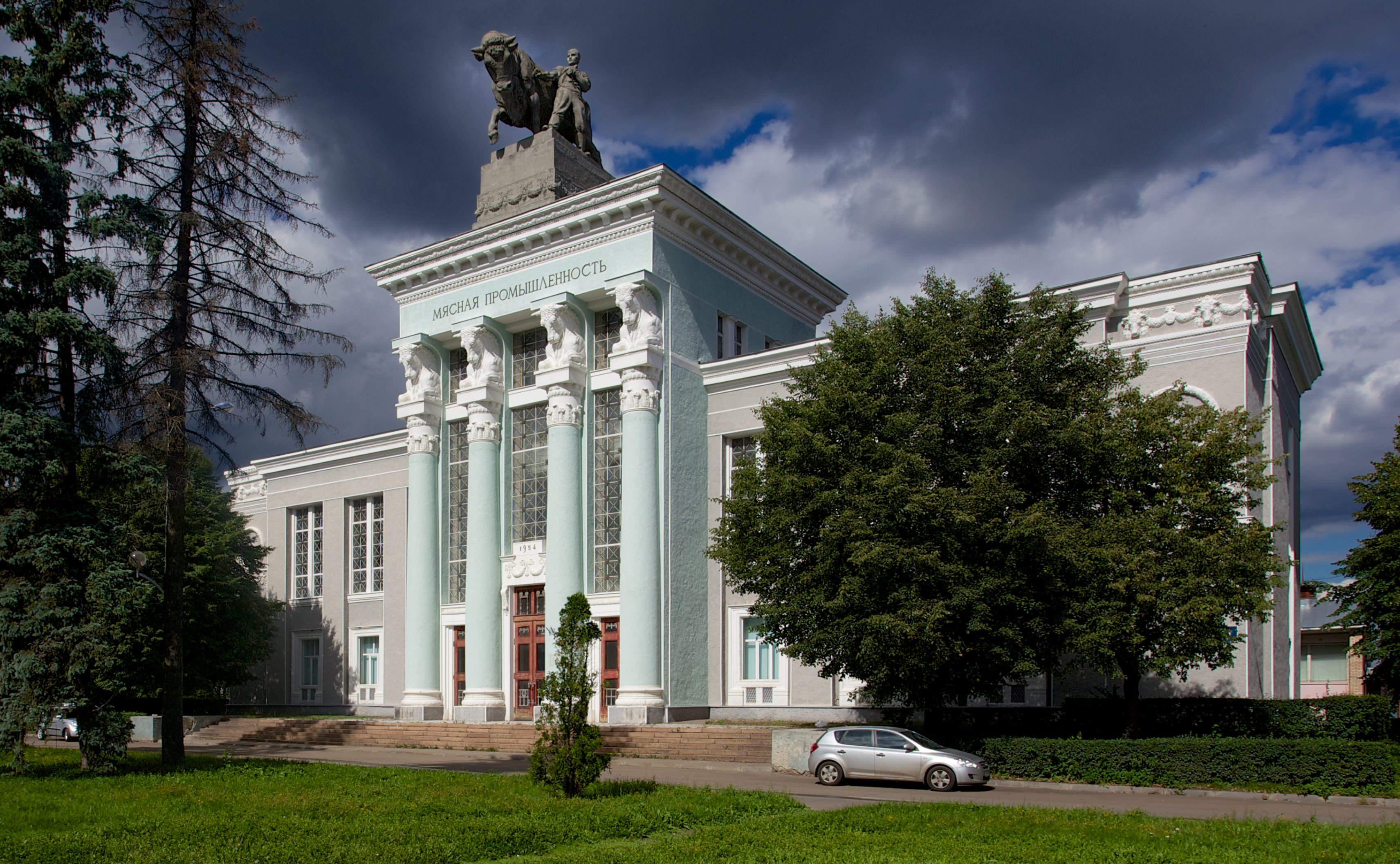
Общий вид павильона

Существующий павильон построен по проекту архитекторов В. М. Лисицына и С. Г. Чернобая в 1951—1954 годах в стиле сталинского ампира. Павильон двухэтажный. Главный фасад украшен четырёхколонным портиком, а центральный объём значительно возвышен над зданием. Капители колонн украшены барельефами с изображением голов быков, а венчает портик скульптурная композиция работы Наума Конгисера «Боец с быком». Во вводном зале расположено панно работы художника Бориса Щербакова с изображением стада на пастбище.

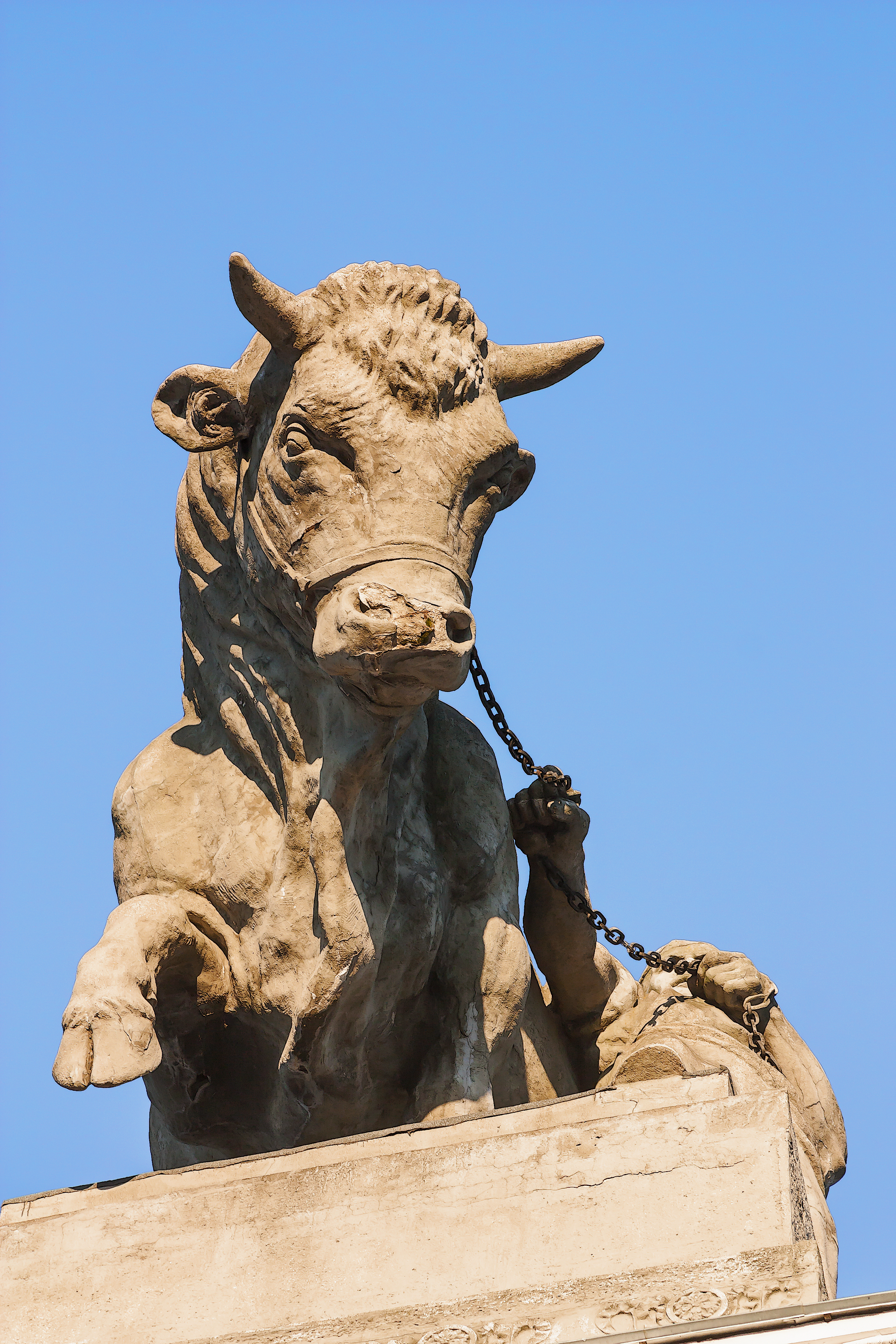
Бык работы Наума Конгисера

Экспозиция павильона размещалась на первом этаже, и была посвящена развитию и новейшим достижениям мясной промышленности Советского Союза, знакомя посетителей с процессом производства мясных продуктов и рассказывая о наиболее крупных предприятиях данной отрасли в стране. На втором этаже павильона действовал дегустационный зал, где посетители выставки могли пробовать продукты, изготовленные мясокомбинатами Москвы и Московской области, а также магазин, где они продавались.

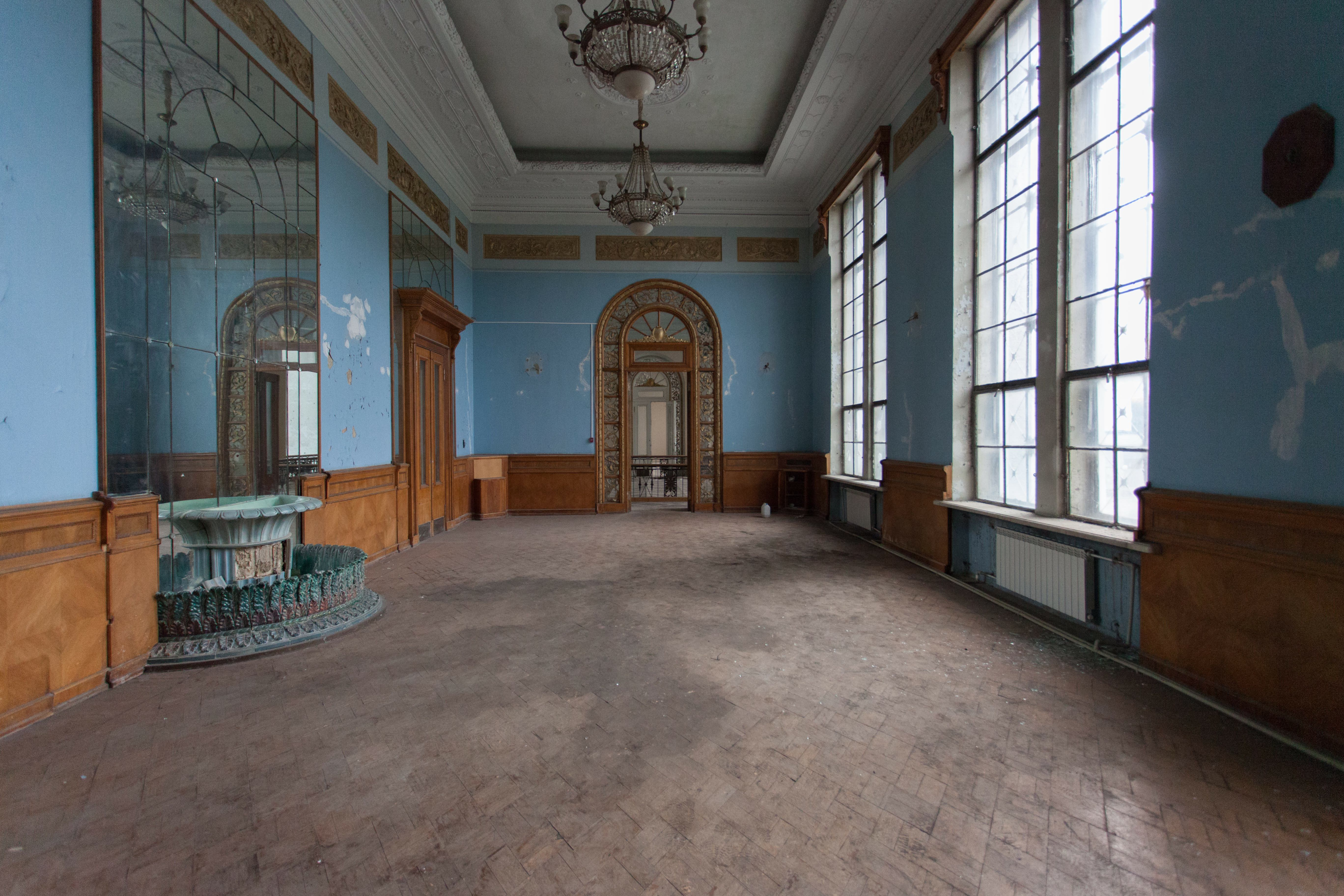
Интерьер павильона Мясная промышленность (2013)

В 1990-е годы экспозиция была упразднена, и павильон стал сдаваться в аренду под торговые и офисные помещения. В 2014 году была завершена реконструкция здания, после чего его было решено передать в аренду для открытия в нём ресторана.
|             |  |
| Фигура быка |  |